# Onthophagus laminicornis
Onthophagus laminicornis là một loài bọ cánh cứng trong họ Bọ hung (Scarabaeidae).